# Edmond Jurien de La Gravière
Pour les articles homonymes, voir Jurien de la Gravière.
Jean Pierre Edmond Jurien de La Gravière, né à Brest le 19 novembre 1812 et mort à Paris le 5 mars 1892, est un vice-amiral et auteur français, fils de Pierre Roch Jurien de La Gravière.

## Biographie

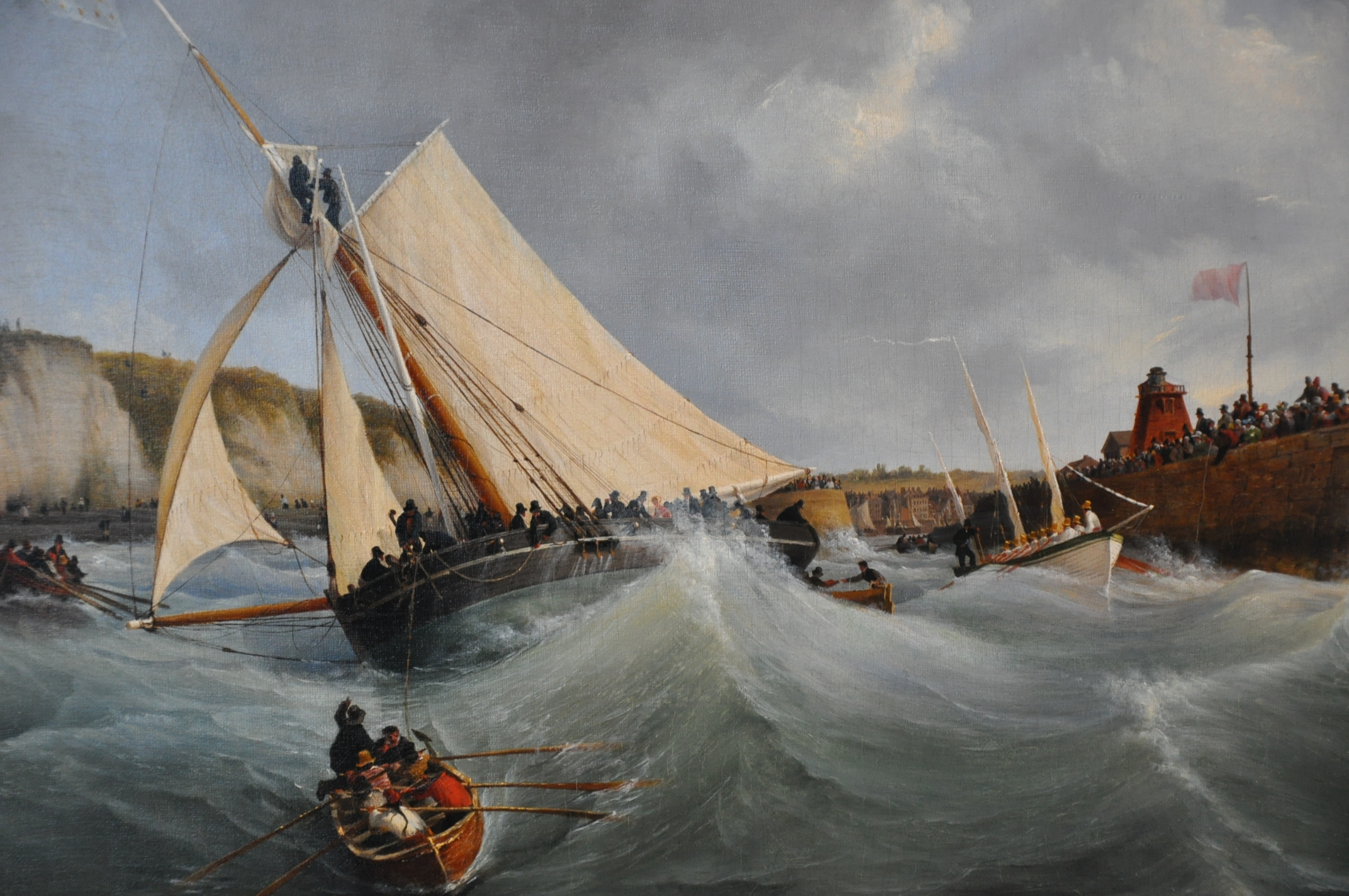
Tableau de Louis Garneray : le cotre Le Furet, 1827.

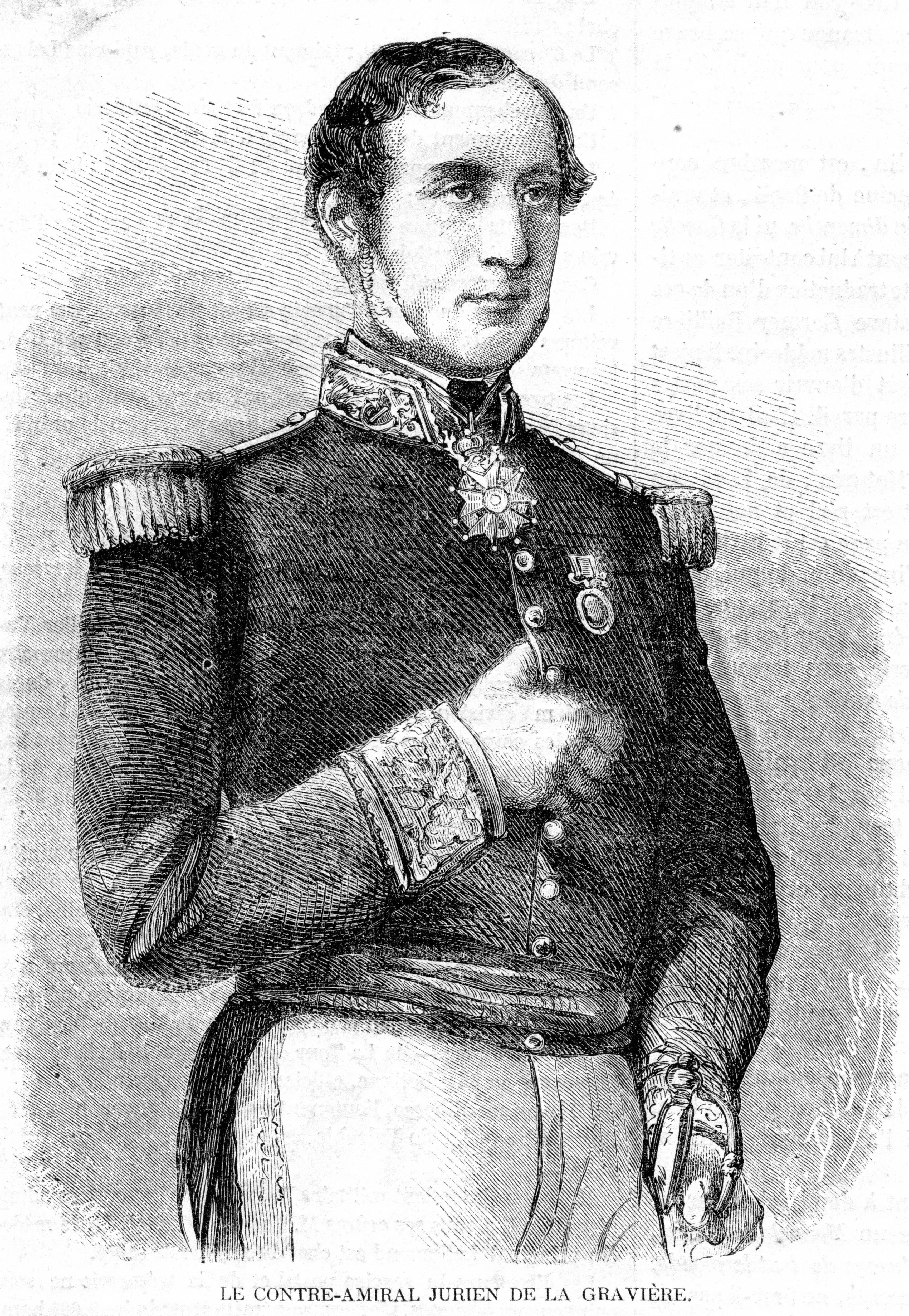
Le Contre-Amiral Jurien de la Gravière, L'Illustration, février 1862.

Fils d'amiral, Edmond Jurien de La Gravière entre dans la Marine en octobre 1828. Il sert ensuite sur plusieurs navires dont le Calypso. Il devient enseigne en 1833 et embarque sur le Ville de Marseille sous les ordres de l'amiral Lalande, alors capitaine de vaisseau. En 1836, il prend le commandement du cotre Le Furet. Ce bâtiment de la marine militaire est mis à la disposition de la Duchesse de Berry, mère du Duc de Bordeaux, connue pour son tempérament aventureux et sa vie mouvementée, qui affectionne la navigation de plaisance et fait de fréquentes croisières à son bord.
En 1837, il devient Lieutenant de Vaisseau puis embarque sur le Iéna à nouveau sous les ordres de l'amiral Lalande. En 1839, il est nommé commandant du brick la Comète. Son navire participe à la crise du Rhin puis cartographie des fonds marins avec l'aide de l'hydrographe Benoît Darondeau. En 1841, il est nommé capitaine de corvette puis devient l'aide de camp du ministre de la marine Albin Roussin.
En 1847, il prend le commandement de la corvette La Bayonnaise et part en extrême orient. Il relate son voyage dans un livre paru en 1872. En 1850, il est nommé Capitaine de vaisseau. Il prend part à la guerre de Crimée, sa première opération de guerre, en 1854 ainsi qu'au siège de Sébastopol. En 1855, il devient Contre-amiral, à l'âge de quarante-trois ans, commande une division navale dans l'Adriatique et participe au blocus de Venise lors de la deuxième guerre d'indépendance italienne en 1859. En 1862, il est nommé Vice-amiral. Il commande les forces françaises envoyées pour l'expédition du Mexique. Sa marque est sur le cuirassé Normandie. Il dirige l'attaque lors de la bataille de Tampico. Il est devenu aide de camp de Napoléon III.
En janvier 1866, il est nommé membre de l'Académie des sciences à la suite de ses travaux scientifiques au Mexique. En 1868, il commande la flotte de Méditerranée à partir du cuirassé Magenta. À la suite de la défaite lors de la bataille de Sedan, il protège l'Impératrice Eugénie lors de sa fuite. Approché par le conseil général de L'Œuvre des Écoles d'Orient, plus connue actuellement sous le nom de L’Œuvre d’Orient, sur recommandation de Madame l'Amirale Bruat pour en prendre la présidence, il accepte cette charge par une lettre datée du 17 février 1869. Il y restera jusqu'à sa mort. Plus tard, il jouera un rôle dans la nomination du Père Félix Charmetant à la tête de L'Œuvre en négociant avec le Cardinal Lavigerie son maintien comme directeur général. En 1871, il réprime les troubles séparatistes à Nice. 
Cette même année, il est nommé directeur du Dépôt des cartes et plans de la Marine. Il participe ensuite à différentes commissions[Lesquelles ?] puis est nommé président de l'Académie des sciences en 1886. En 1888, il devient membre de l'Académie française. Il passe la fin de sa vie à rédiger différents ouvrages. Il est inhumé au cimetière Montmartre, 17e division, chemin des Gardes dans une chapelle aujourd'hui à l'abandon, certainement avec d'autres membres de sa famille.

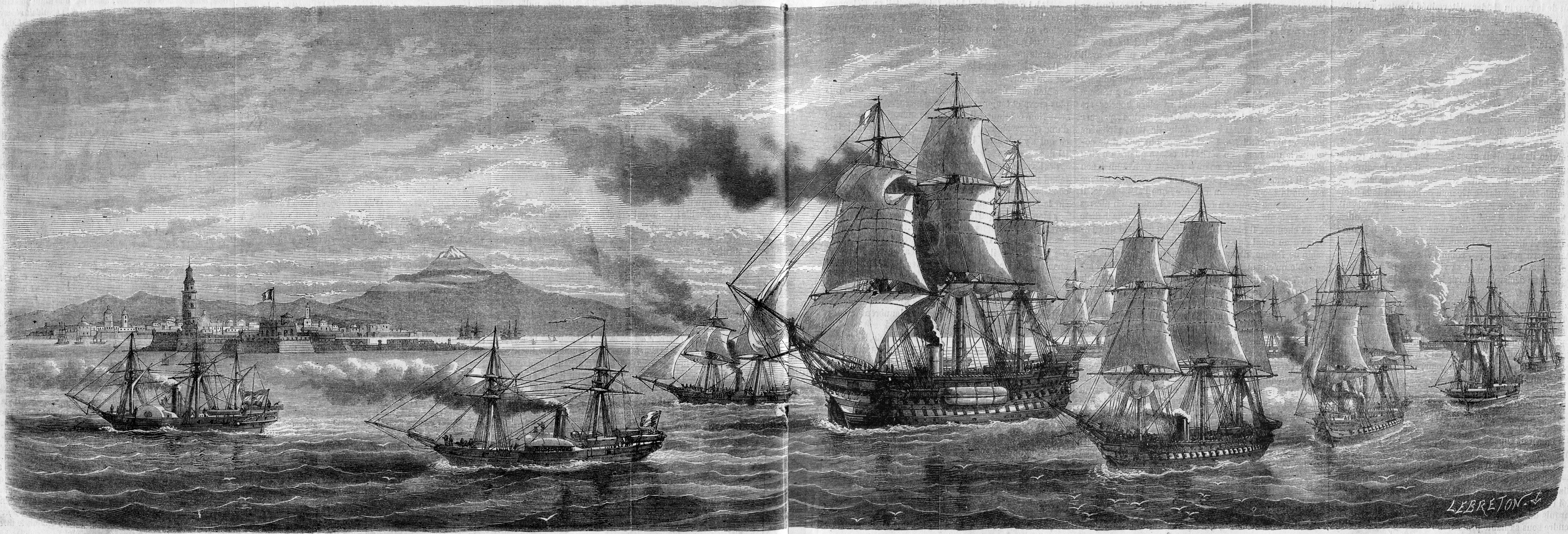
Expédition de Mexique, sous le commandement de Jurien de la Gravière, L'Illustration 1862.

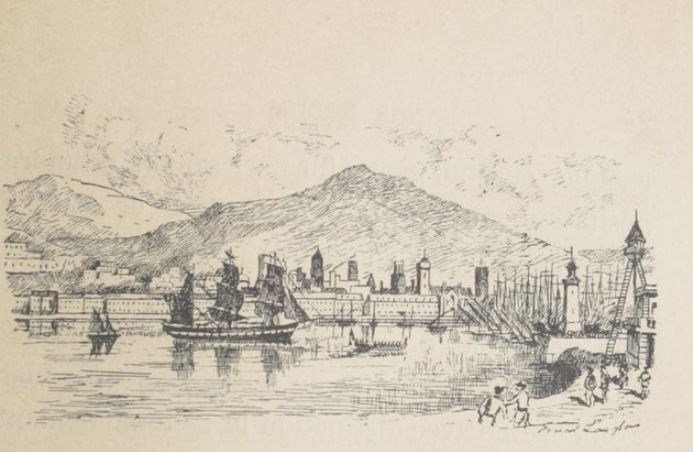
Le brick le Pélimure, commandé par Jurien de la Gravière, entrant à Barcelone.

### Le savant écrivain
Auteur de nombreux ouvrages de Marine, il est élu membre de l'Académie des sciences en 1866 et de l'Académie française en 1888.

« Promu récemment au grade de vice-amiral, M. Jurien de la Gravière est un des officiers généraux qui est arrivé le plus jeune à une haute position. C'est non seulement un marin consommé, mais aussi un littérateur distingué et un des historiens dont les ouvrages ont le plus fait connaître les faits glorieux de la marine française. Les "Souvenirs d'un contre-amiral" sont dans les mains de tous les officiers de marine, l'homme spécial et les descriptions techniques s'y cachent avec habileté sous un grand charme de récit et une préoccupation instinctive du pittoresque. Pendant la guerre de Crimée, l'amiral Jurien de la Gravière, alors capitaine de vaisseau, fut choisi pour chef d'état-major de l'amiral Bruat. Chacun sait les immenses services rendus par la marine à cette époque. Lors de la grande revue de la reine d'Angleterre à Spithead, M. Jurien fut désigné par l'Empereur pour aller complimenter Sa Majesté Britannique. »

— Extrait du journal Le Monde Illustré du 5 juillet 1862.

## Publications
Les publications de l'amiral ont, fréquemment, paru dans la Revue maritime et coloniale de l'époque. Cette revue est consultable sur le site de Gallica.
- Guerres maritimes sous la République et l’Empire, Paris, Charpentier, 1847 (2 volumes).
- Les Moluques sous la domination hollandaise, souvenirs d'une station dans les mers de l'Indochine, in La Revue des deux mondes, Paris, 1851.
- Le Céleste Empire depuis la guerre de l'opium, souvenirs d'une station dans les mers de l'Indo-Chine, in La Revue des deux mondes, Paris, 1851.
- Souvenirs de voyage en Arménie et en Perse. Chiraz et le Golfe persique, in La Revue des deux mondes, Paris, 1851.
- Le port de Shanghaï et les Chinois du nord, in La Revue des deux mondes, Paris, 1852.
- Souvenirs des côtes de Chine. Les Mariannes et les Lou-Tchou, in La Revue des deux mondes, Paris, 1852.
- Souvenirs. Luçon et la domination espagnole aux Philippines, in La Revue des deux mondes, Paris, 1852.
- Souvenirs d'une station dans les mers de l'Indochine. Le roi Georges, l'empereur Y Shing et la reine Pomaré, in La Revue des deux mondes, Paris, 1853.
- Souvenirs d'une station dans les mers de l'Indochine. Amaral et les pirates chinois, in La Revue des deux mondes, Paris, 1853.
- Voyage en Chine et dans les mers et archipels de cet empire pendant les années 1847 - 1848 - 1849 - 1850, Paris, Charpentier, 1854 (2 volumes).
- Une éducation maritime d'autrefois, in La Revue des deux mondes, Paris, 15 décembre 1857.
- Souvenirs d’un amiral, première partie, la jeunesse d’un homme de mer, II. une campagne d’exploration, in La Revue des deux mondes, Paris, 1er janvier 1858.
- Souvenirs d’un amiral, seconde partie, les épreuves du commandement, IV. la marine de l’Empire, in La Revue des deux mondes, Paris, 1er novembre 1858.
- Souvenirs d'un amiral, Paris, Librairie de Louis Hachette et Compagnie, 1860 (2 volumes ; composé d'après les notes de son oncle.) Lire en ligne : tome I ; tome II. (Réédition : Paris, Association des Amis des Musées de la Marine, 1977. Introduction et présentation par Jacques Vichot ; illustrations par Philippe Ledoux).
- Voyage de la corvette La Bayonnaise dans les mers de Chine, Paris, Henri Plon, 1864 (rééd. en 1872 avec des dessins de Saint-Elme Gautier).
- La marine d'autrefois. Souvenirs d'un marin d'aujourd'hui. La Sardaigne en 1842. La marine des Grecs au siècle de Troie. Recherche d'un danger signalé au sud du Toro (côtes de Sardaigne). Services du vice-amiral Lalande, Paris, Librairie de Louis Hachette et Compagnie, 1865.
- La Marine d'aujourd'hui : La Flotte et la Mer-Noire, in La Revue des deux mondes, Paris, 15 juillet 1871.
- La Marine d'aujourd'hui : L'Amiral Bruat et le Général Pélissier, in La Revue des deux mondes, Paris, 1er août 1871.
- La Marine d'aujourd'hui, Paris, Hachette et Cie, 1872.
- Les missions extérieures de la Marine. Délimitation du Monténégro, in La Revue des deux mondes, Paris, 1er avril 1872.
- Les missions extérieures de la Marine. Le protectorat français à Taïti, in La Revue des deux mondes, Paris, 1872.
- Les Missions Extérieures de la Marine : La Station du Levant. L'Anarchie et la Piraterie, in La Revue des deux mondes, Paris, 15 juin 1873.
- Les missions extérieures de la Marine : La Station du Levant. La Bataille de Navarin, in La Revue des deux mondes, Paris, 15 décembre 1873.
- La navigation hauturière, in La Revue des deux mondes, Paris, 1874.
- Les découvertes maritimes et la grande Armada, in La Revue des deux mondes, Paris, 1874.
- Les origines de la marine moderne, in La Revue des deux mondes, Paris, 1874.
- La Station du Levant. Guerre de l'indépendance hellénique, 1821-1829, Paris, Plon, 1876 (2 volumes). Publié aussi, par chapitres, dans La Revue des Deux Mondes, aussi accessible sur Gallica
- Les Marins du XVIe siècle (I), Sébastien Cabot et Sir Hugh Willoughby, in La Revue des deux mondes, Paris, 15 juin 1876.
- Les Marins du XVIe siècle (IV), Anthony Jenkinson chez les Moscovites et les Tartares, in La Revue des deux mondes, Paris, 1er octobre 1876.
- Les marins du XVIe siècle (V), Anthony Jenkinson chez les Turcomans et la Cour du Sophi, in La Revue des deux mondes, Paris, 15 octobre 1876.
- La marine de l'avenir et la Marine des Anciens : La bataille de la Salamine, in La Revue des deux mondes, Paris, 15 juillet 1878.
- La marine de l'avenir et la Marine des Anciens : La marine de Périclès, in La Revue des deux mondes, Paris, 15 décembre 1878.
- Les marins du XVe et du XVIe siècle, Paris, E. Plon et Cie, 1879.
- La marine de Syracuse, in La Revue des deux mondes, Paris, 1879.
- La marine des anciens : 1. La Bataille de Salamine et l'expédition de Sicile - 2. La revanche des Perses. Les tyrans de Syracuse, Paris, E. Plon et Cie, 1880.
- Les grandes flottilles, in La Revue des deux mondes, Paris, 1880.
- La marine d'autrefois - La Sardaigne en 1842 - Le protectorat français à Taïti - Les grandes flottilles. Deuxième édition revue et augmentée, Paris, E. Plon et Cie, 1882.
- Les grands combats de mer, in La Revue des deux mondes, Paris, 1882.
- Les campagnes d'Alexandre. Le drame macédonien, Paris, E. Plon et Cie, 1883.
- Les campagnes d'Alexandre. L'héritage de Darius, Paris, E. Plon et Cie, 1883.
- Les campagnes d'Alexandre. L'Asie sans maître, Paris, E. Plon et Cie, 1883.
- Les campagnes d'Alexandre. La conquête de l'Inde et le voyage de Néarque, Paris, E. Plon et Cie, 1884.
- Les campagnes d'Alexandre. Le démembrement de l'Empire, Paris, E. Plon et Cie, 1884.
- La marine des Ptolémées et la Marine des Romains : 1. La marine de guerre - 2. La marine marchande, Paris, E. Plon, Nourrit et Cie, 1885.
- Les derniers jours de la marine à rames, Paris, E. Plon, Nourrit et Cie, 1885.
- Les vieux amiraux : comment s'établit la suprématie navale, in La Revue des deux mondes, Paris, 1885.
- La marine de 1812, d'après les souvenirs inédits de l'amiral Charles Baudin, in La Revue des deux mondes, Paris, 1886.
- Une expédition d'outre mer en 1838, in La Revue des deux mondes, Paris, 1886.
- Doria et Barberousse, Paris, 1886.
- Les Chevaliers de Malte et la Marine de Philippe II, Paris, 1887 (2 volumes).
- Les Corsaires Barbaresques et la Marine de Soliman le Grand, Paris, E. Plon, Nourrit et Cie, 1887.
- Les cinq combats de la Sémillante, in La Revue des deux mondes, Paris, 1887.
- L'Amiral Baudin, Paris, Plon, collection "Les Gloires Maritimes de la France", 1888.
- L'Amiral Roussin, Paris, 1888.
- L'empereur Julien et la flottille de l'Euphrate. Étude de géographie moderne et de stratégie antique, in La Revue des deux mondes, Paris, 1890.
- Les Ouvriers de la onzième heure : Les Anglais et les Hollandais dans les mers polaires et dans la mer des Indes, Paris, E. Plon, Nourrit et Cie, 1890 (2 volumes).
- L'Expédition du Tage (1831), in La Revue des deux mondes, Paris, 1891.
- Le Siège de la Rochelle - Les Origines de la Marine Française et la Tactique naturelle, Paris, Librairie de Firmin-Didot et Cie, 1891.
- L'Empereur Julien et la flottille de l'Euphrate. Étude de géographie moderne et de stratégie antique, Paris, Librairie de Firmin-Didot et Cie, 1892.
- Les Gueux de Mer, Paris, Paul Ollendorff, 1893.
- Les voyages d'Anthony Jenkinsson, Paris, Henri Gautier, "Bibliothèque de souvenirs et récits militaires" no 19, 1896.
- La guerre de Chypre et la bataille de Lépante (réédition : Éditions Laville, 2011).

## Famille
Il se marie le 6 janvier 1838 à Toulon (Var), avec Alphonsine Siouville, dont :
- Ferdinand Pierre Jurien de La Gravière
- Jeanne Jurien de La Gravière
- André Jurien de La Gravière
- Hélène Jurien de La Gravière
- Marguerite Jurien de La Gravière
- Edmond Remy Charles Édouard Jurien de La Gravière

## Décorations
- Médaille militaire (12 mars 1870)[16]
- Chevalier de la Légion d'honneur en 1842 ; puis Officier en 1849, Commandeur en 1854, Grand Officier en 1862 et Grand-Croix de la Légion d'Honneur en 1876[17].
- Ordre du Lion de Zaeringen
- Ordre du Médjidié
- Ordre militaire de Savoie

## Hommages
Deux navires de la marine nationale ont porté son nom :
- Un croiseur-cuirassé de la Marine Nationale (1903-1921) porta son nom : Jurien de la Gravière
- Un contre-torpilleur, remis pour dommages de guerre par l'Italie, l'ex-Mitragliere (1948-1954).

Une rue à Brest porte son nom. 
Un quai aux Sables d'Olonne portait son nom, jusqu'en 2024, devenu Quai Philippe Jeantot.